# Эдмондсон, Эми
Эми С. Эдмондсон — американский исследователь лидерства, специалист по организационному обучению. Профессор лидерства Novartis в Гарвардской школе бизнеса. Наиболее известна своей новаторской работой в области психологической безопасности. Автор семи книг и более 75 статей и тематических исследований.

## Образование
Получила докторскую степень в области организационного поведения, степень магистра психологии и степень бакалавра в области инженерии и дизайна в Гарвардском университете.

## Карьера
Эдмондсон изучает коллективную работу, психологическую безопасность и организационное обучение; её статьи были опубликованы в многочисленных научных и отраслевых журналах по управлению, в том числе, в ежеквартальном издании Administrative Science, Academy of Management Journal, Harvard Business Review и California Management Review.
До работы в Гарварде была директором по исследованиям в Pecos River Learning Center, где занималась трансформационными изменениями в крупных компаниях.
С 2011 года она входит в глобальный список исследователей управления Thinkers50. В 2019 году была названа самым влиятельным теоретиком в области людских ресурсов по версии HR Magazine.

## Награды
- 2019:
  - Distinguished Scholar Award Академии управления[10].
  - Названа самым влиятельным международным мыслителем в области людских ресурсов по версии HR Magazine[11].
  - Thinkers50 Breakthrough Idea Award за исследование по психологической безопасности на рабочем месте, изложенных в книге The Fearless Organization[12]
  - Включена в список 50-и наиболее влиятельных мыслителей в сфере управления (Thinkers50, третье место)[12]
  - Книга The Fearless Organization: Creating Psychological Safety in the Workplace for Learning, Innovation, and Growth (John Wiley & Sons, 2018) была названа лучшей книгой в жанре нон-фикшн на международной книжной выставке Sharjah International Book Fair[13][a].
  - Thinkers50 Breakthrough Idea Award[9]
- 2018: Премия Sumantra Ghoshal Award за исследования по управлению Лондонской школы бизнеса[14].
- 2017: OBHR Distinguished Scholar Award, школы менеджмента Purdue University[15]

## Личная жизнь
В 1995 году вышла замуж за Джорджа К. Дейли, имеет двух сыновей.

### Комментарии
1. ↑  В 2021 году вышел перевод на русский:  «Работа без страха» (Изд. «Интеллектуальная литература», 2021).

### Сноски
1. ↑  Record #66574251 // VIAF (мн.) — Даблин: OCLC, 2003.
2. 1 2 3 4 5  Edmondson, Amy C. // Чешская национальная авторитетная база данных
3. ↑  Henn, Rebecca L. Constructing Green: The Social Structures of Sustainability / Rebecca L Henn, Andrew J. Hoffman. — Cambridge, MA : MIT Press, 2013. — P. 384. — ISBN 9780262019415.
4. ↑  Herrman, John (8 августа 2019). Why Aren't We Talking About LinkedIn?. The New York Times (англ.). ISSN 0362-4331. Архивировано 11 октября 2019. Дата обращения: 18 октября 2019.
5. ↑  737 Max Crashes Raised Questions About Boeing's Culture. Soon Its CEO Will Have to Answer Them (англ.). Fortune. Дата обращения: 18 октября 2019. Архивировано 18 октября 2019 года.
6. 1 2  Amy Edmondson. Ted. Дата обращения: 4 мая 2021. Архивировано 16 мая 2021 года.
7. ↑  Amy Edmondson. Institute of Education. Дата обращения: 4 мая 2021. Архивировано 27 мая 2021 года.
8. 1 2  Amy Edmondson. Harvard Business School. Дата обращения: 4 мая 2021. Архивировано 27 мая 2021 года.
9. 1 2  Amy Edmondson. Thinkers 50. Дата обращения: 4 мая 2021. Архивировано 27 мая 2021 года.
10. ↑  ODC Distinguished Scholar Presentation: Amy Edmondson. AOM. Дата обращения: 4 мая 2021. Архивировано 27 мая 2021 года.
11. ↑  HRMI 2019: Amy Edmondson tops list of influential thinkers. HR Magazine. Дата обращения: 4 мая 2021. Архивировано 27 мая 2021 года.
12. 1 2  Amy Edmondson. Thinkers 50. Дата обращения: 4 мая 2021. Архивировано 27 мая 2021 года.
13. ↑  38th edition of Sharjah International Book Fair inaugurated. Bahrain News Agency. Дата обращения: 4 мая 2021. Архивировано 27 мая 2021 года.
14. ↑  London Business School. 2010 - 2020 Ghoshal Award Winners. Дата обращения: 4 мая 2021. Архивировано 27 мая 2021 года.
15. ↑  OBHR Distinguished Scholar Speaker Series, Amy C. Edmondson - Harvard School of Business. Purdue University. Дата обращения: 4 мая 2021. Архивировано 27 мая 2021 года.
16. ↑  Weddings - Amy Edmondson George Q Daley (англ.). New York Times. Дата обращения: 4 мая 2021. Архивировано 27 июня 2021 года.